# Libnotes edgari
Libnotes edgari là một loài ruồi trong họ Limoniidae. Chúng phân bố ở miền Australasia.